# تیمی
عبدالله بن ایوب تیمی، مکنا به ابومحمد، از شاعران کوفی تبار دربار عباسی بود که هارون الرشید، مأمون و امین را درک کرده و در وصف آنان اشعاری سروده‌است.

## سرگذشت
تیمی، از مداحان و ستایشگران و شاعران دربار عباسی است که در دربار هارون الرشید، رفت‌وآمد داشته است. وی از اهالی کوفه بوده و مولای بنی تیمیم و بنی سلیم معرفی شده‌است. او در ابتدا در مدح برمکیان شعر می‌سرود و در معروفیتش، اسحاق موصلی، تاثیر بسزایی داشت. از اینکه وی چگونه به دربار هارون الرشید راه یافته‌است، اطلاع درستی در دست نیست. بر اساس یک روایت که توسط ابوالفرج اصفهانی نقل شده‌است، تیمی به همراه یزید بن مزید والی ارمنستان و آذربایجان، توانست به دربار هارون وارد شود. احمد بن سیار جرجانی گزارش دیگری را نقل می کند که بر اساس آن، تیمی در رقه به دربار هارون وارد می‌شود و با خواندن قصیده‌ای در مدح هارون، محبت وی را جلب می‌کند. یزید از دوستان صمیمی تیمی محسوب می‌شد و در رثای وی قصیده‌ای سوزناک سرود که هارون را به گریه‌انداخت. پس از مرگ هارون، تیمی به دربار امین رفت اما در مدت زمان کوتاه خلافت امین بین سالهای ۱۹۳ تا ۱۹۸، چندان مجال مدح نیافت و از مجموع ۵ یا ۶ مجلسی که در این خصوص نقل شده‌است، همگی از پادش‌های زیاد امین به این شاعر حکایت دارد. وی در اشعارش امین را به هاشمی بودن از دو طرف (پدر و مادر) می‌ستود. پس از مرگ امین و خلافت یافتن مأمون، وی به نزد مأمون شتافت تا در دربار وی جای گیرد، اما خلیفه نخست از پذیرش وی سر باز زد. تیمی برای راه حل، نزد فضل بن سهل رفته و از طریق وی توانست در بارگاه خلیفه جای گیرد. مأمون وی را بابت شعری که در باب حسادت مأمون به امین سروده بود، شماتت می‌کرد و در نهایت به جهت شعری زیبا در مدح خودش، وی را بخشید و ۱۰ هزار درهم به وی عطا کرد. بر اساس گزارشی، در مجلسی دیگر وقتی تیمی شعری را در مدح مأمون می سراید، از خلیفه ۵ هزار درهم به عنوان پاداش می‌ستاند. وی در طول زندگی باده‌خواری می‌نمود و در اواخر عمر به جهت بیماری رعشه، از باده پرهیز می‌کرد.

## اشعار
بجز اشعار وی در ستایش خلفاء و درباریان آنان؛ الباقی اشعار در وصف باده و باده‌خواری یا طلب مال از دیگران است. تیمی در ابیاتی از صرف جوانی خود در شراب‌خواری و لذت از آن خبر می‌دهد. وی همچنین در ابیاتی دیگر، به باده خواری خود با برادرش ابونیجان و پسر عمویش قبیصه اشاره دارد. وی در شعری دیگر از علاقه خود به جاریه‌ای اشاره دارد که از عیسی بن رشید می‌خواهد به او کمک کند تا آن جاریه خریداری شود. عیسی این شعر را پس از خواندن برای مأمون، ۳۰هزار درهم از مأمون دریافت می‌کند تا به شاعر برساند. از وی چند بیت در توکل و توصیه‌های اخلاقی گزارش شده‌است. از مجموع اشعار وی، ۱۰۰ ورق باقی مانده‌است که هنوز تحقیق و چاپ نشده‌اند.